# Lecanora esculenta
|  | Dieser Artikel wurde aufgrund von formalen oder inhaltlichen Mängeln in der Qualitätssicherung Biologie zur Verbesserung eingetragen. Dies geschieht, um die Qualität der Biologie-Artikel auf ein akzeptables Niveau zu bringen. Bitte hilf mit, diesen Artikel zu verbessern! Artikel, die nicht signifikant verbessert werden, können gegebenenfalls gelöscht werden. Lies dazu auch die näheren Informationen in den Mindestanforderungen an Biologie-Artikel. |

Lecanora esculenta, auch Mannaflechte, ist eine Krustenflechte.

## Aussehen
Lecanora esculenta ist eine graue bis graubraune Krustenflechte aus dicken, knorpeligen und zusammenhängenden Schuppen, die locker auf dem Untergrund (Sand oder Gestein) aufliegen. Durch die lockere Auflage auf den Untergrund wird sie häufig vom Wind zu großen Ansammlungen zusammengeweht.

## Vorkommen
Die Flechtenart kommt in Wüsten und Wüstentälern in Vorderasien, der Tatarei, der Krim und der algerischen Sahara vor.

## Verwendung
Die Flechte dient als Viehfutter und meist Schafen als Nahrung. Menschen nutzen den süßlichen und mehlartigen Geschmack der Flechte als Zutat zum Brotbacken oder anderen Verwendungen.